# Šinja Jamanaka
Šinja Jamanaka (japonsko 山中 伸弥, Yamanaka Shin'ya), japonski zdravnik, molekularni biolog in akademik, nobelovec, * 4. september 1962, Higashiosaka, Osaka, Japonska.
Njegovo najpomembnejše odkritje je način, kako genetsko reprogramirati zrele somatske celice, da se dediferencirajo in postanejo znova pluripotentne. Za to odkritje, ki je pomembno v regenerativni medicini tako iz praktičnega kot iz etičnega vidika, je leta 2012 skupaj z Britancem Johnom B. Gurdonom prejel Nobelovo nagrado za fiziologijo ali medicino.

## Življenje in delo
Rodil se je kot sin tovarniških delavcev, ki se je pri njegovih 10 letih preselila v mesto Nara. Oče mu je že od zgodnjih let prigovarjal, naj se odloči za zdravniški poklic; sam se je odločil za ortopedsko specializacijo in leta 1981 vpisal študij medicine na Univerzi v Kobeju. V času dodiplomskega študija se je začel zanimati za laboratorijske raziskave, hkrati pa je spoznal, da kirurgija ni njegovo poslanstvo, zato je po diplomi, leta 1989, vpisal doktorski študij farmakologije na Mestni univerzi Osake in ga zaključil leta 1992 s tezo o vlogi lipidnega aktivatorja trombocitov pri zniževanju krvnega tlaka pri psih.
To je bil čas vzpona tehnologije transgenih organizmov; potencial onesposabljanja (knockout) posameznih genov je vzbudil njegovo zanimanje in želel je raziskovati v Združenih državah Amerike, kjer je ta tehnologija nastala. Kljub pomanjkanju izkušenj je dobil mesto podoktorskega raziskovalca na Gladstoneovem inštitutu za kardiovaskularne bolezni pod vodstvom genetika Thomasa Innerarityja. Z vnosom gena, ki sodeluje v presnovi holesterola in je udeležen pri aterosklerozi, sta poskušala zmanjšati pojavnost bolezni pri miših, a so se pri mnogih tako spremenjenih miših razvili tumorji. Uganko je le delno razvozlal preden je zaradi družine odšel nazaj na Japonsko.
Tam je dobil položaj docenta v Osaki, a okolje ni bilo naklonjeno novemu raziskovalnemu programu, zato je leta 1999 odšel kot docent na Inštitut za znanost in tehnologijo v Nari, kjer je imel nalogo vzpostaviti laboratorij za tehniko onesposabljanja genov pri miših. Takrat so njegovo pozornost pritegnile raziskave zarodnih celic in njihovega potenciala v regenerativni medicini. Želel je najti alternativo za uporabo človeških zarodkov in v naslednjih letih je skupina pod njegovim vodstvom identificirala več nadzornih genov, ki lahko v zreli celici sprožijo vrnitev v nediferencirano stanje. Takšne celice so uporabne v številnih raziskavah in upanje je, da bodo v bližnji prihodnosti uporabne pri zdravljenju vrste bolezni (npr. degenerativnih bolezni živčevja). Okoli odkritja je nastalo eno najaktivnejših raziskovalnih področij v današnji medicini, saj je treba pred klinično uporabo rešiti še več odprtih problemov; glavni je, da take umetno dediferencirane celice niso popolnoma enake naravnim in imajo nekaj neželenih lastnosti - zato jim pravijo inducirane pluripotentne zarodne celice (iPSC). Jamanakova skupina je leta 2007 istočasno z neodvisno skupino Jamesa Thomsona v ZDA oznanila, da jim je uspelo z manipulacijo istih genov kot pri miših ustvariti človeške iPSC. Od takrat poskušajo odpraviti problematične lastnosti teh celic, kot so imunska nekompatibilnost z matičnim organizmom in težnja k rakavim spremembam.
Jamanaka še vedno aktivno deluje na tem področju kot raziskovalec Univerze v Kjotu, deluje pa tudi na Gladstoneovem inštitutu in Univerzi Kalifornije v San Franciscu.

## Priznanja
Odkritje tehnike induciranih pluripotentnih zarodnih celic v 2000. letih je bilo odmevno v znanstveni skupnosti in Jamanaka je za svoje delo prejel več priznanj. Med pomembnejšimi so Laskerjeva nagrada za temeljne medicinske raziskave (2009), Wolfova nagrada za medicino (2011) in Nobelova nagrada za fiziologijo ali medicino (2012). Soprejemnik nekaterih je bil John B. Gurdon, ki je leta 1962 ustvaril pluripotentne celice s presajanjem celičnih jeder zrelih celic v zarodne celice z odstranjenimi jedri.